# Ilha das Flores
Ilha das Flores è un comune del Brasile nello Stato del Sergipe, parte della mesoregione del Leste Sergipano e della microregione di Propriá.